# سيرجيو رودريغيز (لاعب كرة قدم مكسيكي)
سيرجيو رودريغيز (بالإسبانية: Sergio Rodríguez Muñoz)‏ (19 أغسطس 1985 في المكسيك - ) هو لاعب كرة قدم مكسيكي في مركز حراسة المرمى. لعب مع نادي جامعة غوادالاخارا ونادي غوادالاخارا ودورادوس سينالوا وAlebrijes de Oaxaca ‏ ونادي كيريتارو.

## وصلات خارجية
- سيرجيو رودريغيز على موقع قاعدة بيانات كرة القدم.إي يو (الإنجليزية)